# Tropidophorus baviensis
Tropidophorus baviensis — вид сцинкоподібних ящірок родини сцинкових (Scincidae). Мешкає в Лаосі і В'єтнамі. Вид названий на честь французького біолога Артура Баве.

## Поширення і екологія
Tropidophorus baviensis мешкають на північному сході Лаосу, в провінції Сіангкхуанг, а також на півночі В'єтнаму, де були зафіксовані в провінціях Лайтяу, Ніньбінь і сільських повітах Ханою, зокрема в національних парках Баві та Кукфионг. Вони живуть у вологих тропічних лісах, на берегах гірських струмків, на висоті від 400 до 1500 м над рівнем моря. Роблять нори на берегах струмків, між камінням, серед опалого листя.